# Milan Smit
Milan Smit (Hollandscheveld, 13 febbraio 2003) è un calciatore olandese, attaccante del Go Ahead Eagles.

## Carriera
Cresciuto nel settore giovanile del Cambuur, ha esordito in prima squadra il 3 aprile 2022, disputando l'incontro di Eredivisie perso per 1-2 contro il N.E.C.; il 6 maggio successivo ha realizzato la sua prima rete fra i professionisti, siglando la rete del definitivo 1-1 contro l'RKC Waalwijk. Termina la sua prima stagione con un totale di 4 presenze, rimanendo poi in squadra anche nella stagione successiva, che il club frisone conclude con una retrocessione in seconda divisione.

## Statistiche

### Presenze e reti nei club
Statistiche aggiornate al 12 maggio 2022.
| Stagione        | Squadra         | Campionato      | Campionato | Campionato | Coppe nazionali | Coppe nazionali | Coppe nazionali | Coppe continentali | Coppe continentali | Coppe continentali | Altre coppe | Altre coppe | Altre coppe | Totale | Totale |
| Stagione        | Squadra         | Comp            | Pres       | Reti       | Comp            | Pres            | Reti            | Comp               | Pres               | Reti               | Comp        | Pres        | Reti        | Pres   | Reti   |
| --------------- | --------------- | --------------- | ---------- | ---------- | --------------- | --------------- | --------------- | ------------------ | ------------------ | ------------------ | ----------- | ----------- | ----------- | ------ | ------ |
| 2021-2022       | Cambuur         | ED              | 4          | 1          | CO              | 0               | 0               |                    | -                  | -                  |             | -           | -           | 4      | 1      |
| Totale carriera | Totale carriera | Totale carriera | 16         | 10         |                 | 1               | 1               |                    | -                  | -                  |             | -           | -           | 17     | 11     |

## Palmarès

### Club

#### Competizioni nazionali
- Coppa dei Paesi Bassi: 1

Go Ahead Eagles: 2024-2025

### Individuale
- Capocannoniere della Coppa dei Paesi Bassi: 1

2023-2024 (5 reti, alla pari con Kornelius Normann Hansen)